# Nicolás Fasolino
Nicolás Fasolino (né le 3 janvier 1887 à Buenos Aires, capitale de l'Argentine, et mort le 13 août 1969 à Santa Fe) est un cardinal argentin de l'Église catholique du XXe siècle, créé par le pape Paul VI. Sa famille est d'origine italienne.

## Biographie
Nicolás Fasolino étudie à Buenos Aires et à Rome. Après son ordination à Rome, il  fait du travail pastoral à Buenos Aires et est professeur à l'université catholique de Buenos Aires et exerce des fonctions à la curie archidiocésaine de Buenos Aires. Il est curé de Balvanera en 1922-1933  et vicaire général de l'archidiocèse de Buenos Aires. Il est nommé protonotaire apostolique en 1928. Nicolás Fasolino est nommé évêque de Santa Fe en 1932 et promu archevêque à l'élévation de Santa Fe comme archidiocèse.  Il est le fondateur de l'université catholique de Santa Fe et assiste au IIe concile du Vatican en 1962-1965.
Le pape Paul VI le crée cardinal au consistoire du 26 juin 1967.

## Succession apostolique
Nicolás Fasolino a ordonné les évêques suivants :
- Archevêque Francisco Vicentín (es) (1935)
- Évêque Manuel Marengo (es) (1950)
- Évêque Raúl Marcelo Pacífico Scozzina (es), O.F.M. (1957)
- Évêque José Agustín Marozzi (es) (1957)
- Évêque Enrique Principe (fi) (1958)
- Archevêque Moisés Blanchoud (es) (1960)
- Archevêque Ítalo Severino Di Stéfano (es) (1964)